# Трисель

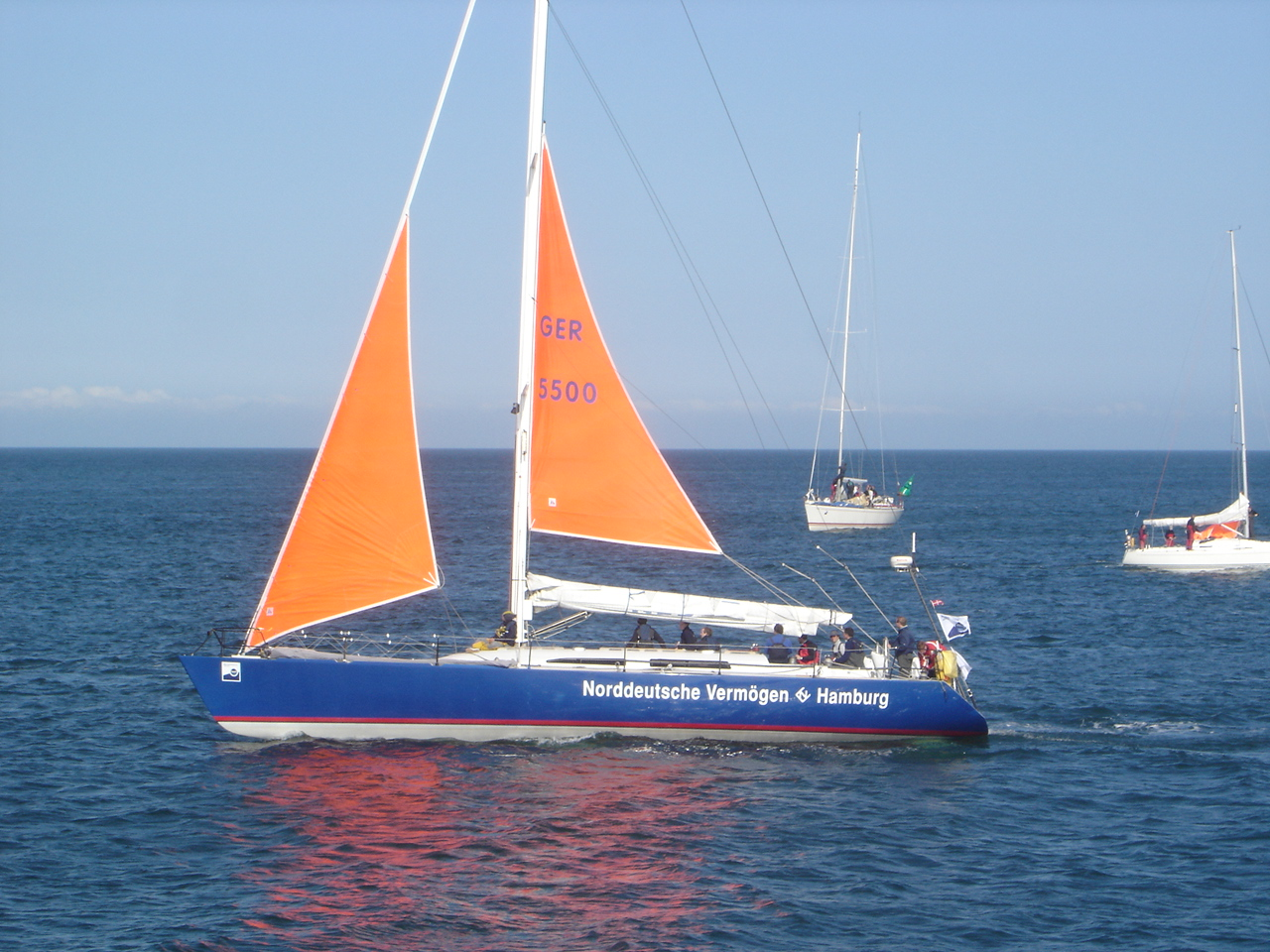
Трисель на яхті (праворуч).

Три́сель, також іноді тра́йсель (англ. trysail, від to try a lying to/heaving to — «намагатися лягти в дрейф») — штормове вітрило невеликої площі на яхтах, зшите з міцної парусини. Трисель ставлять при сильному вітрі замість грота і піднімають грота-фалом (при бермудському озброєнні) або гарделем (при гафельному). Управляється трисель трисель-шкотом, закладеним на шкотовий кут і проведеним на корму яхти таким чином, щоб лінія тяги шкота ділила шкотовий кут триселя приблизно навпіл. Трисель на яхтах не має гіка (гік закріплюється або знімається з бугеля і укладається на палубу) і облицьовується по всіх шкаторинах. Зазвичай площа триселя становить не більше 20 % нормальної вітрильності яхти.
Окрім того, трисель — інша назва гафельного вітрила, іноді бермудського вітрила. У першому випадку це косе чотирикутне вітрило, що має форму неправильної трапеції. Нижньою шкаториною трисель пришнуровується до гіка, верхньою шкаториною — до гафеля, передньою — до щогли (трисель-щогли) або повзунів, що пересуваються по щоглі. Прибирання триселя проводиться допомогою гітових снастей, що притягують середину вітрила до щогли і гафеля. Гітов, що підтягує шкаторину до гафеля, називається верхнім гітовом, а який підтягує до щогли — нижнім. Корінний гітов кріплять посередині задньої шкаторини триселя і проводять через блок під п'ятою гафеля. Трисель є основним вітрилом на гафельних шхунах, на яких таке найменування носять фок, грот і бізань. Залежно від того, на якій щоглі розташований трисель, він називається фор-трисель або грот-трисель.